# Namakwanus irishi
Namakwanus irishi är en skalbaggsart som beskrevs av Clarke H. Scholtz och Henry Fuller Howden 1987. Namakwanus irishi ingår i släktet Namakwanus och familjen bladhorningar. Inga underarter finns listade i Catalogue of Life.